# Alompra
Alompra is een geslacht van vlinders van de familie spinners (Lasiocampidae).

## Soorten
- A. ferruginea Moore, 1872
- A. roepkei Tams, 1953